# Hemikyptha gigas
Hemikyptha gigas är en insektsart som beskrevs av Fonseca. Hemikyptha gigas ingår i släktet Hemikyptha och familjen hornstritar. Inga underarter finns listade i Catalogue of Life.